# Kurodadrillia
Kurodadrillia is een geslacht van weekdieren uit de klasse van de Gastropoda (slakken).

## Soort
- Kurodadrillia habui Azuma, 1975